# Skoro všude
Termín skoro všude se v matematice používá k popisu vlastnosti nebo jevu, který neplatí jen ve speciálních případech.
- V teorii míry a v dalších oblastech matematické analýzy vlastnost X platí skoro všude, pokud množina bodů, v nichž X neplatí, má míru nula.
- Podobně v teorii pravděpodobnosti jev X nastane skoro jistě, je-li jeho pravděpodobnost rovna jedné.
- V některých partiích algebry nebo teorie množin znamená termín "X platí skoro všude" nebo "X platí pro skoro všechny...", že X neplatí pouze na množině míry 0.